# Бабарога
Бабарога је биће из митологије Јужних Словена. Њом су се некада плашила дјеца. Бабарога се често мијеша са вјештицом, иако су то различита митолошка бића.

## Опис бабароге у митологији и народним предањима
У народним предањима се описује искључиво као застрашујуће женско биће у облику погрбљене, ружне, крезубе старице наказног лица са рогом на глави (по коме је и добила име), које се крије на тамним местима и излази само ноћу. Према народним предањима бабарога плаши и отима неваљалу дјецу, и одводи их у свој брлог.